# If I Needed You
Pistes de The Late Great Townes Van Zandt
'Pancho and Lefty' 'Silver Ships of Andilar'
If I Needed You est une chanson écrite par de l'auteur-compositeur-interprète de folk-country Townes Van Zandt et enregistré sur son album de 1972 The Late Great Townes Van Zandt. Le morceau a été repris 9 ans plus tard en duo par les artistes américains de musique country Emmylou Harris et Don Williams sur l'album d'Emmylou Harris Cimarron. Le morceau est le premier 45 tour, publié en septembre 1981, extrait de l'album.
La chanson a atteint la 3e place du classement Billboard Hot Country Singles et la 1re place du classement RPM Country Tracks chart in Canada. La chanson parle d'Anne Mittendorf Eggers, l'épouse de son ami et producteur Kevin Eggers.

## Réception
Pour le magazine American Songwriter, If I Needed You est la quatrième meilleure chanson de Townes Van Zandt.

## Reprises
Outre Emmylou Harris et Don Williams, la chanson If I Needed You a été reprise par Andrew Bird sur Hands of Glory en 2012, Guy Clark en 2011 sur Songs and Stories, Lyle Lovett sur Step Inside This Houseen 1998.
Doc Watson l'a enregistré en 1973 sur Then and Now. Sur son enregistrement Live  Live at the Old Quarter, Houston, Texas, Townes Van Zandt Présente la chanson If I Needed You en disant : « Celle-ci a été enregistrée par Doc Watson, et ça m'a réellement époustouflé, vous savez… ».
Gove Scrivenor enregistre une version de la chanson sur son album Shine On en 1998. Et, en 2000, le chanteur irlandais Sean Keane la reprend sur son album The Man That I Am.
Kasey Chambers reprend le morceau sur son album de 2011 Storybook.
En 2012, la chanson est reprise dans le film belgo-néerlandais Alabama Monroe, dans lequel le Broken Circle Breakdown Bluegrass Band, avec les acteurs Johan Heldenbergh et Veerle Baetens, l'interprètent en live. La chanson est présente sur la bande originale du film. La même année Mumford & Sons en enregistre également une version.
Joey + Rory l'enregistre sur leur album Made to Last en 2013.
Une version acoustique de la chanson, interprétée par Terry O'Quinn et Michael Dorman, apparaît dans le pilote de la série Patriot en novembre 2015.
Une version en suédois, Om jag behövde dig, est interprétée par le groupe suédois Georga en duo avec la chanteuse Frida Wiljansros ; elle apparait sur l'album Vid Grinden en 2016.
Adam Harvey et Beccy Cole la reprenne sur leur album de 2017 The Great Country Songbook Volume 2. Jason Isbell et Amanda Shires l'enregistre en 2017 également sur leur album hommage à Don Williams.
En 2018, l'auteur-compositeur-interprète espagnol Javier Álvarez enregistre une version de la chanson sur son 10e album intitulé 10.